# Drosera schizandra
 Drosera schizandra  ist eine fleischfressende Pflanze aus der Gattung Sonnentau (Drosera) und wurde 1891 durch St. Johnson entdeckt. Die Beschreibung als eigene Art unter dem Namen Drosera schizandra erfolgte 1906 durch Ludwig Diels.

## Beschreibung

### Blätter
Die blassgrünen bis dunkelgrünen Blätter dieser mehrjährigen krautigen Pflanze erreichen eine Größe von 8 bis 10 cm in der Länge und 4 bis 5 cm in der Breite und haben nur sehr kurze, feine Tentakeln. Die Pflanze bildet eine basale Rosette und ist ein sehr schlechter Insektenfänger. Die Fangblätter haben auch nach oben stark ausgeprägte, sichtbare Rippen. Die Pflanze ist am Naturstandort grün – vereinzelt hat man auch Pflanzen gefunden, die etwas mehr Licht abbekommen haben und eine Rotfärbung aufweisen.

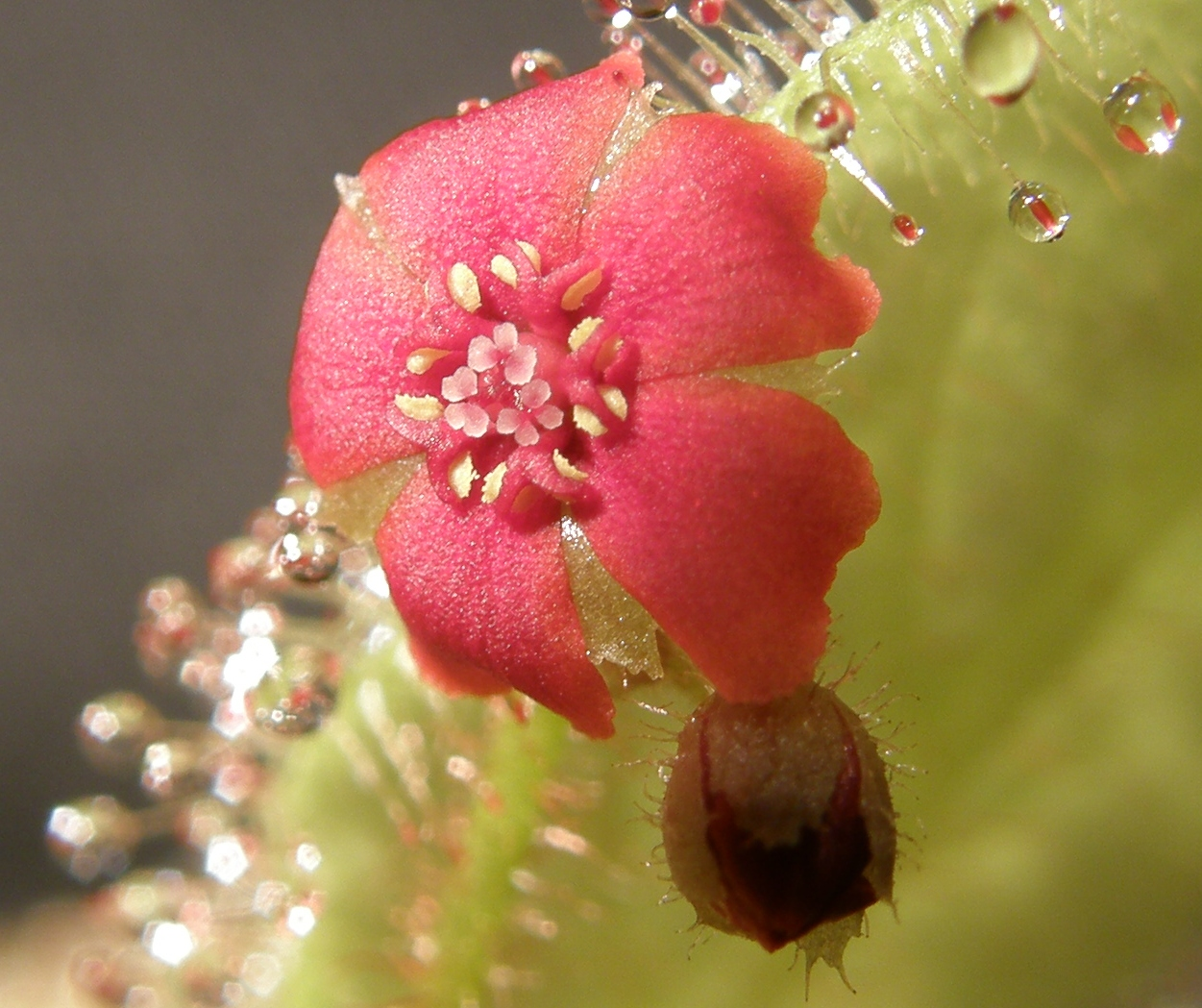
Blüte mit geteilten Staubbeuteln

### Blüten
Drosera schizandra bildet im Vergleich zu ihren Schwestern recht große Blüten mit über 1 cm Durchmesser. Die Kronblätter (Petalen) sind 5,5 mm lang und 4 mm breit, die Kelchblätter (Sepalen) 4 mm lang und 1,8 mm breit. Die natürliche Blütenfarbe ist ein kräftiges Rot. Pro Blütenstand (bis 14 cm hoch, behaart) werden 10 bis 25 Blüten gebildet. Blütezeit ist zum Sommeranfang im November bis Juli.

### Wurzeln
Die Wurzeln sind fleischig und dienen auch zur Ausläuferbildung sowie zum Überdauern von Trockenheit.

### Chromosomenzahl
Die Chromosomenzahl beträgt 2n = 30.

Verbreitung von D. schizandra

## Verbreitung und Habitat
Die Art ist endemisch in den Regenwäldern der unteren Hänge des Mount Bartle Frere im Nordwesten von Queensland, Australien und kommt dort in einer Höhenlage von 300–600 m vor. Sie wächst dort unter sehr schattigen Bedingungen auf feuchtem, meist sandigem Untergrund. Verglichen mit den anderen beiden Queenslanddrosera Arten bevorzugt sie die schattigsten Habitate.

## Vermehrung
Die Pflanze kann sich dank Wurzelausläufern auch ohne Samenproduktion ausbreiten und formt oft große Klonkolonien. Gelegentlich werden auch Ableger an den Blättern gebildet.

## Etymologie
Der Name schizandra leitet sich vom griechischen schistos (geteilt) und andrus (männlich) ab und ist eine Referenz auf die geteilten Staubbeutel dieser Spezies.